# Alex Kingston
Alexandra Elizabeth „Alex” Kingston (ur. 11 marca 1963 w Epsom) – brytyjska aktorka, występowała m.in. w roli dr Elizabeth Corday w amerykańskim serialu Ostry dyżur i w roli River Song w brytyjskim serialu science-fiction Doktor Who.

## Życiorys
Jako nastolatka wystąpiła w serialu brytyjskim Grange Hill. Studiowała w Royal Academy of Dramatic Art, a po jej ukończeniu należała do zespołu Royal Shakespeare Company i występowała w teatrach brytyjskich w takich sztukach, jak: Otello, Król Lear czy Juliusz Cezar. Obok repertuaru klasycznego, który wykonuje w teatrze, znana jest z wielu ról telewizyjnych, m.in. w serialach i filmach telewizyjnych: Crocodile Shoes, A Killing Exchange, The Bill, Weapons of Mass Destruction, The Infiltrator. Grała także w filmie Kucharz, złodziej, jego żona i jej kochanek Petera Greenawaya (1989).
W 1997 roku Alex Kingston dostała rolę dr Elizabeth Corday w amerykańskim serialu pt. Ostry dyżur. Rolę tę grała przez siedem sezonów, aż w końcu w 2004 roku porzuciła tę rolę. W 2009 roku, w ostatnim sezonie serialu powróciła gościnnie do dwóch odcinków (Dream Runner oraz And In The End).
W 2008 roku Kingston wystąpiła w roli River Song w brytyjskim serialu science-fiction Doktor Who w odcinkach Cisza w bibliotece i Las zmarłych, które razem tworzą spójną historię. W 2010 roku ponownie wystąpiła w serialu i od tego czasu pojawiała się w różnych odcinkach do roku 2013. W 2015 roku ponownie wcieliła się w rolę River w specjalnym odcinku świątecznym pt. The Husbands of River Song. Łącznie Kingston wystąpiła w 15 odcinkach Doktora Who.

### Życie prywatne
Alex Kingston jest najstarszą z trzech córek Brytyjczyka, Anthony’ego Kingstona oraz jego niemieckiej żony Margarethe (z domu Renneisen).
Praprapraprababcia Kingston od strony ojca była Żydówką, a jej pradziadek, William Keevil zginął podczas I wojny światowej na froncie zachodnim, osierocając 4-letnią babcię Kingston. Jej wujek od strony matki, Walter Renneisen jest niemieckim aktorem. 
W latach 1993–1997 była żoną aktora Ralpha Fiennesa. Od 1998 była żoną Floriana Haertela, w 2001 roku urodziła im się córka, Salome Violetta Haertel. Kingston i Haertel przeszli separację w 2010 roku. W 2015 poślubiła producenta telewizyjnego Jonathana Stampa.

## Filmografia[12]

### Filmy
| Rok  | Tytuł                                       | Rola               | Uwagi                     |
| ---- | ------------------------------------------- | ------------------ | ------------------------- |
| 1980 | The Wildcats of St. Trinian's               | uczennica          | nie wymieniona w czołówce |
| 1989 | Kucharz, złodziej, jego żona i jej kochanek | Adela              |                           |
| 1993 | Zagraniczny romans                          | aktorka            | film telewizyjny          |
| 1994 | Motylek na szpilce                          |                    |                           |
| 1995 | Wtyczka                                     | Anna               |                           |
| 1995 | Carrington                                  | Frances Partridge  |                           |
| 1996 | Saint-Exupery                               | gość przyjęcia     |                           |
| 1998 | Krupier                                     | Jani de Villiers   |                           |
| 2000 | This Space Between Us                       | Peternelle         |                           |
| 2000 | Chłopcy z Essex                             | Lisa Locke         |                           |
| 2003 | Boudica                                     | Boudica            | główna rola               |
| 2006 | Posejdon                                    | Suzanne Harrison   | film telewizyjny          |
| 2005 | Miejsce zwane domem                         | Brownie            |                           |
| 2006 | Alpha Dog                                   | Tiffany Hartunian  |                           |
| 2007 | Crashing                                    | Diane Freed        |                           |
| 2009 | Sordid Things                               | Eve Manchester     |                           |
| 2011 | Callers                                     | Sheila             |                           |
| 2011 | Do szaleństwa                               | Jackie             |                           |
| 2014 | Bukowski                                    | Katharina Bukowski |                           |
| 2018 | Deadpan                                     | Tamara             |                           |

### Seriale
| Rok                    | Tytuł                             | Rola                                          | Uwagi                             |
| ---------------------- | --------------------------------- | --------------------------------------------- | --------------------------------- |
| 1980                   | Grange Hill                       | Jill Harcourt                                 | 3 odcinki                         |
| 1988, 1991, 1993, 1995 | The Bill                          | dr Howard/Maggie Fisher/Lisa Holm, Lisa Royle | 4 odcinki                         |
| 1992                   | Covington Cross                   | Helen                                         | odc. Cedric Hits the Road         |
| 1993                   | Soldier Soldier                   | Ursula Kröhling                               | odc. Camouflage                   |
| 1994                   | Crocodile Shoes                   | Caroline Carrison                             | 5 odcinków                        |
| 1996                   | The Knock                         | Katherine Roberts                             | 13 odcinków                       |
| 1996                   | Burzliwe życie Moll Flanders      | Moll Flanders                                 | wszystkie (4) odcinki             |
| 1997–2004, 2009        | Ostry dyżur                       | dr. Elizabeth Corday                          | 160 odcinków                      |
| 2005                   | Bez śladu                         | Lucy Costin                                   | odcinek Viuda Negra               |
| 2008                   | CSI: Kryminalne zagadki Las Vegas | Patricia Alwick                               | odcinek Art Imitates Life         |
| 2008, 2010–2013; 2015  | Doktor Who                        | River Song                                    | 15 odcinków (+ 2 miniodcinki)     |
| 2008                   | W świecie Jane Austen             | pani Bennet                                   | miniserial; wszystkie (4) odcinki |
| 2009                   | Hope Springs                      | Ellie                                         | 8 odcinków                        |
| 2009–2010              | FlashForward: Przebłysk jutra     | Fiona Banks                                   | 3 odcinki                         |
| 2013–2014              | Arrow                             | Dinah Lance                                   | 6 odcinków                        |
| 2014                   | Chasing Shadows                   | Ruth Hattersley                               | miniserial; wszystkie (4) odcinki |
| 2015                   | American Odyssey                  | Jennifer                                      | 2 odcinki                         |
| 2016                   | Zaprzysiężeni                     | Sloane Thompson                               | odcinek Friends in Need           |
| 2016                   | Transformers: Rescue Bots         | Quickshadow (głos)                            | 5 odcinków                        |
| 2016                   | Shoot the Messenger               | Mary Foster                                   | 8 odcinków                        |
| 2016                   | Kochane kłopoty: rok z życia      | Naomi Shropshire                              |                                   |
| 2017                   | Penn Zero – bohater na pół etatu  | Vlurgen (głos)                                | odcinek Pan Rippen                |
| 2018                   | Księga czarownic                  | Sarah Bishop                                  | 8 odcinków                        |

### Gry komputerowe
| Rok  | Tytuł                          | Rola       |
| ---- | ------------------------------ | ---------- |
| 2012 | Doctor Who: The Eternity Clock | River Song |